# جاين سميت
جاين سميت (24 ديسمبر 1972 - ) (بالإنجليزية: Jane Smit)‏ هي لاعبة كريكت بريطانية.

## وصلات خارجية
- جاين سميت على موقع إي آس بي آن كريك إنفو (الإنجليزية)